# Hexatoma (Eriocera) luteicostalis
Hexatoma (Eriocera) luteicostalis is een tweevleugelige uit de familie steltmuggen (Limoniidae). De soort komt voor in het Palearctisch gebied.